# Koetlovitsa (Silistra)
Koetlovitsa (Bulgaars: Кутловица) is een dorp in het noorden van Bulgarije. Het dorp valt onder het administratieve bestuur van de gemeente Alfatar in de oblast Silistra. Het dorp ligt 27 km ten oosten van Silistra en 352 km ten oosten van Sofia. Op 31 december 2019 telde het dorp 70 inwoners.
| Etnische samenstelling van de respondenten (2011) | Etnische samenstelling van de respondenten (2011) | Etnische samenstelling van de respondenten (2011) | Etnische samenstelling van de respondenten (2011) | Etnische samenstelling van de respondenten (2011) |
| ------------------------------------------------- | ------------------------------------------------- | ------------------------------------------------- | ------------------------------------------------- | ------------------------------------------------- |
|                                                   |                                                   |                                                   |                                                   |                                                   |
| Bulgaren                                          | Bulgaren                                          |                                                   | 98,4%                                             | 98,4%                                             |
| Turken                                            | Turken                                            |                                                   | 0,6%                                              | 0,6%                                              |
| Roma                                              | Roma                                              |                                                   | 0,0%                                              | 0,0%                                              |
| Anders/Onbekend                                   | Anders/Onbekend                                   |                                                   | 0,0%                                              | 0,0%                                              |